# Gan De
Gan De (em chinês: 甘德, 400 a.C. — 340 a.C.) foi um astrônomo chinês, acredita-se que junto com Shi Shen foram os primeiros astrônomos da história a compilar um catálogo de estrelas e também os primeiros a produzirem um método de medição preciso do período de um ano.
Em uma noite na região chinesa, como na época ainda não existia telescópios, Gan De observou a olho nu e registrou mais de mil estrelas, e também identificou mais de cem constelações na cúpula celeste; o mapa estelar do astrônomo era mais extenso do que o primeiro elaborado pelo Ocidente, criado dois séculos depois pelo também astrônomo Hiparco que listou oitocentas estrelas.